# Calima el Darién
Calima el Darién, o semplicemente Calima, è un comune della Colombia facente parte del dipartimento di Valle del Cauca. 
L'abitato di Darién, attuale centro amministrativo del comune, venne fondato da Ignacio de Arce Camargo e Cristóbal Domínguez de San Cebrión nel 1708, mentre l'istituzione del comune è del 1939.